# ダイナソー・バーベキュー
「ダイナソー･バーベキュー･レストラン･アンド･ソース」社はアメリカ合衆国ニューヨーク州シラキューズ市に本社を持つレストラン、およびソース製造会社である。ソースは好評を博しており、レストラン自体はニューヨーク州に3店舗しかないにもかかわらず、ソースは全米で販売されている。この他、地元ではバーベキューやチリコンカーンも販売している。
もともとバイク好きの店長が始めたレストランのため、レストラン前にはハーレーダビッドソンが数多く止まっている。シラキューズとロチェスターでは、ハーレーで駆けつけ、ダイナソーBBQで食事をするのがかっこいいとされる。

## レストラン

### 歴史
3人のバイク仲間が米国中を旅した5年後、ニューヨーク州のシラキューズに留まり、「ダイナソー・バーベキュー・レストラン」を設立した。現在、会社はシラキューズ、ロチェスター、ハーレムの3ヶ所でレストランを経営している。

### 最近のニュース
2006年11月24日～26日、ニューヨーク州シラキューズで食事をした270人が食中毒になる事件があった。オノンダガ郡の衛生官はその潜伏期間の短さから、カンピロバクター菌、ノロウイルス、サルモネラ菌、赤痢菌が原因と見ている。
経営者のジョン・ステージは自発的に2006年11月30日からレストランを閉め、オノンダガ郡の衛生局の検査に協力した。結果、食中毒の原因は空気感染のウイルスであることが判明し、ダイナソーBBQのシラキューズ店は12月6日に再開した。

## 商品
ダイナソーBBQレストランのオーナーはアメリカ、イギリス、オーストラリア全土で普及しているBBQのレシピをベースにメニューを作成した。